# The Passage
The Passage — британская рок-группа, образованная в 1978 году в Манчестере, Англия, Диком Уиттсом, который и оставался в течение шести последующих лет её единственным постоянным участником, и Тони Фрилом (экс-The Fall).
The Passage исполняли электронный постпанк с серьёзными, умными текстами (в основном, социополитической направленности) и необычными аранжировками. Критика отмечала своеобразие музыкального стиля группы, в котором соединились две основных линии: прог/авант-рок (Weather Report, ELP, Can) и экспериментальный арт-панк (Wire, Gang of Four, Joy Division). Согласно Trouser Press, «если расположить их между ранними Soft Machine и The Fall, наверное, и попадёшь в самую точку».
В UK Indie Chart входили три сингла The Passage (наивысшего результата добился «XoYo»: #4, 1982) и три альбома (#9 — Degenerates, 1982). Выпустив в общей сложности 4 полноформатных альбома и 8 синглов/EP (в основном, на Cherry Red Records), группа в 1983 году распалась.

## История группы
Группа The Passage была образована в марте 1978 года Ричардом 'Диком' Уиттсом, игравшего прежде перкуссионистом в известном манчестерском оркестре Halle Orchestra. Эта работа наложила решающий отпечаток на музыку коллектива, в которой синтезаторные полотна накладывались на мощный драйв иногда записывавшихся несколькими слоями ударных и акцентировалась резко очерченными гитарными партиями. В состав, кроме Уиттса, вошли Тони Фрил (англ. Tony Friel), и Лоррейн Хилтон (англ. Lorraine Hilton). Фрил и Уиттс первое время рассматривали группу как сторонний проект: в то время Фрил всё ещё был действующим бас-гитаристом The Fall, а Уиттс служил в почтовом отделении организации Merseyside Arts Association, подрабатывая на телевидении в программе «What’s On» (Granada TV).
Несмотря на то Уиттс получил работу на телевидении по рекомендации Тони Уилсона, возглавлявшего Factory Records, стало ясно, что лейбл в сотрудничестве с группой не заинтересован. Вместо этого группа вступила в творческий союз с тремя организациями: манчестерским Musicians' Collective, лейблом Object Music и The Fall. Позже Уиттс вспоминал:

The Fall были очень прямолинейны, просты и обычны, мне это нравилось. При этом они весьма радикально использовали самые разнообразные стили музыки, исключительно по-своему их ассимилируя и трактуя. Кроме того, мне нравилось, как Марк Смит произносил слова. Это было очень сильно. Люблю The Fall: они действительно интересны.Оригинальный текст (англ.)The Fall were very direct, very simple and very straight, and I liked that. Also they really are quite radical in their use of existing types of music - the way they assimilate it, the way it comes out is definitely The Fall. Also I like the way Mark Smith delivers the words. Really strong. I love The Fall - they really are exciting.
Дав несколько концертов в Манчестере (в частности, с Joy Division и электронщиком Саймоном Эммерсоном), The Passage записали дебютный сингл «New Love Songs», выпустив его в декабре 1978 года на Object Music (OM 02), одном из первых независимых манчестерских лейблов, созданном Стивом Соламаром, участником Spherical Objects. Трек «Love Song» тут же обратил на себя внимание неожиданно откровенным текстом («I love you/cos I need a cunt/I love you/to use you back and front») и вызвал недовольство женских организаций, заподозрив (безосновательно, как выяснилось) секс-шовинизм. Пластинка, выдержанная в стиле The Fall, но использовавшая примитивную электронику, разошлась вполне удовлетворившим музыкантов трёхтысячным тиражом.
В январе 1979 года первое упоминание о группе появилось в New Musical Express, в большой обзорной статье Пола Морли о трёх новых манчестерских группах: Spherical Objects, Joy Division и The Passage. Автор обратил внимание на необычный для того времени формат (ударные, бас и клавишные), а-ля ELP. Уиттс вспоминал, что успел устать от советов доброхотов, настаивавших на том, что группе необходим гитарный звук. Он признавал, что материал The Passage словно бы разделен надвое (его часть — экспериментальна, песни Тони Фрила ближе к року), но отмечал: точкой пересечения двух этих линий является критика положения дел в современном британском обществе.
Второй EP группы на Object, About Time (OM 08), был записан продюсером Дэвидом Каннингемом из Flying Lizards и вышел в октябре 1979 года. В релиз вошли четыре трека (два — Уиттса, два — Фрила), из которых наибольший резонанс имел «16 Hours». Было отмечено, что это концептуальный EP: все его композиции имели отношение к теме траты времени.

### Дебютный альбом
После лондонского концерта с Cabaret Voltaire в 1979 году Тони Фрил вышел из группы и образовал собственный состав Contact. Некоторое время в The Passage играла бас-гитаристка Мартина (сестра Лорейн Хилтон), но после того, как Уиттс получил повреждения в автокатастрофе группа на некоторое время отказалась от активной деятельности и сёстры Хилтон ушли.
В июле 1980 года «группа» (в составе которой остался один Уиттс) записала (за 70 часов, на 4-дорожечном оборудовании) дебютный альбом Pindrop в Graveyard Studio со звукоинженером Стюартом Пикерингом. В числе выдающихся рецензенты отметили новую версию «16 Hours», а также «Watching You Dance» и «Troops Out», заметив, что при всей своей приверженности политическим темам, группа вполне способна создавать запоминающиеся поп-мелодии. Некоторый резонанс имела и «A Certain Way to Go», сатирический выпад в адрес A Certain Ratio, группы, считавшейся гордостью Factory. Несмотря на серьёзные технические огрехи, альбом, вышедший в октябре (OBJ 11), получил высокие оценки критиков. Однако едва лишь было распродано 5 тысяч экземпляров, Уиттс рассорился с Object, и выпуск пластинки был прекращён.
В NME Пол Морли дал альбому наивысшую оценку, охарактеризовав его как «работу дисциплинированной интеллектуальной агрессии, буйных эмоций и исключительно идиоматической музыки».

Pindrop густо оттенён, небрежно смикширован (что нередко работает в его же пользу), по краям зазубрен, тяжёл — в самом жёстком смысле слова. Это столь же шокирующее красивый кошмар, столь же ураганный, глубокий дебют, <каким был> Unknown Pleasures. Дыхание перехватывает — и часто. Впрочем, сравнения хромают. Звучание у них собственное. Потрясение тут — от новизны: новых оттенков, текстур, шумов, пульса, атмосферы, энергетики, от открытия новых чувственных областей. — Пол Морли, NMEОригинальный текст (англ.)Pindrop  is densely shaded, erratically mixed (which often works in its favour), rough edged, heavy in an unloveable sense of the word… It's as shocking a beautiful nightmare, as stormy and aware a debut LP as Unknown Pleasures. Where you gasp a lot. Comparisons will harm. Their sound is their own. It's the shock of the new - new shades, textures, noises, pulses, atmospheres, energies, the opening up of new realms of feeling. 
Столь же восторженную рецензию поместил еженедельник Sounds, назвавший дебют «потрясающим» и проведший (как наиболее очевидные) параллели с Joy Division и поздними Wire, отметив, что подражания тут нет никакого: «Pindrop — <альбом> такой же индивидуальный и новаторский, какими были 154 или Unknown Pleasures».
Уиттс — теперь единственный автор группы — вынужден был задуматься о концертной деятельности. Для этой цели были приглашены: ливерпульский барабанщик Джо Маккехни (англ. McKechnie, участник Activity Minimal, Modern Eon) и 15-летний гитарист Эндрю Уилсон (англ. Andrew Wilson, игравший в The Spurtz и Action Holidays). Последний, несмотря на юный возраст, был сценическим виртуозом: играл сразу на трёх по-разному настроенных инструментах, и к нему был приставлен роуди, помогавший в этой эквилибристике. Некоторое время в группе пела и («гламурная» — по определению Джеймса Найса) Лиззи Джонсон — с нею, в частности, был записан третий сингл «Devils and Angels». В числе прошедших прослушивание был и некто Стивен Моррисси (который, напротив, отвергнут был как «слишком угрюмый»).

### For All and None
Новый квартет в ноябре 1980 года записался на Би-би-си для программы Джона Пила, а месяц спустя выступил в манчестерском Beach Club, после чего в качестве хедлайнера возглавил список участников концерта ICA Rock Week, прошедшего 1 января 1981 года, после причём обозреватель NME сравнил Лиззи Джонсон с вокалистками The B-52's.
Сингл «Devils and Angels» вышел в феврале на созданном группой лейбле Night & Day Records (AMPM 24.00) — распространением его продукции занимался Virgin. Расстроенная скромными тиражными показателями, Лизи Джонсон покинула группу, не дождавшись начала работы над вторым альбомом. Уже без неё группа записала серию песен для Piccadilly Radio («The Beginning The Dawn», «A Man Set Out», «My One Request and Tangled»), позже этот цикл получил отдельное название: «A Good and Useful Life».
В феврале 1981 года The Passage записали сингл «Troops Out» (новую версию альбомного трека), который вышел на Night & Day (AMPM 22.00) в мае (с «Hip Rebels» на обороте). Коммерческому успеху релиза (как отмечает в биографии группы Джеймс Найс) во многом воспрепятствовало оформление обложки, на которой был размещён агитационный текст в поддержку движения «Troops Out Movement».
В июле 1981 года вышел второй альбом For All and None (PMAM 23.00), заголовок которого был заимствован у Ницше. Центральный трек «Dark Times», а также «Hip Rebels» легли в основу концертного репертуара группы. Было отмечено также участие сессионной певицы Терезы Шоу («The Shadows»). Джон Гилл, рецензент Sounds, сравнил альбом с музыка Питера Хэммилла, отметив, что более качественная продюсерская работа отнюдь не придала звучанию группы «глянцевости». Рецензентом журнала The Face было замечено, что увлечение Уиттса «структурностью» получило здесь нумерологическое продолжение (в альбоме было 11 композиций, но обложке — 11 изображений, а также пентатоническая гамма с 11 нотами и т. д.).
Однако система распространения мажорного лейбла оказалась с точки зрения группы менее эффективной, нежели независимая. Летом того же года отношения The Passage с Virgin были прерваны. Разочарованный положением дел, Маккехни вернулся в ливерпульский музыкальный колледж, оставив группу дуэтом. Позже Уиттс говорил в интервью голландскому журналу Vinyl: 

Было две причины, почему дела The Passage не пошли на лад. Первая причина — плохая организация. Вторая — мы жили в Манчестере. А расстояние между Манчестером и Лондоном почти такое же, как между Амстердамом и Лондоном. Английские СМИ расквартированы в Лондоне, и всё, что происходит вовне этого узкого круга, в основном, игнорируется. Оригинальный текст (англ.)There are two reasons why things haven’t gone well for the Passage. The first one is the fuck-up of our organisation. The second one is that we live in Manchester. And the distance between Manchester and London is almost the same as Amsterdam to London. The English media are stationed in London, and everything happening outside of that is mostly ignored.

### Degenerates
Положение дел изменилось к лучшему, когда группа подписала контракт с Cherry Red Records, эффективным и плодовитым независимым лейблом. В августе 1981 года Уиттс и Уилсон с Крисом Нейглом, сотрудником Мартина Хэннетта, записали в стокпортской Strawberry Studio сингл «Taboos», (по самоопределению) — «готическую какофония в 124 bpm» на «тему сексуальной дисфункции». Уиттс, однако, звучанием пластинки остался неудовлетворен, сочтя, что микс перегружен отдельными видами перкуссии. Сингл «Taboos» (12 Cherry 30) вышел в ноябре, месяц спустя после того, как дуэт Passage услышали свою вторую сессию в программе Джона Пила.
С приходом нового барабанщика Пола Махони (англ. Paul Mahoney) группа (как отмечает биограф Джеймс Найс) вступила в «популистскую» стадию развития. Новый альбом Degenerates (B Red 29) был записан в сентябре-октябре 1981 года в студии Strawberry и смикширован в Red Bus в феврале 1982 года. В мае — в двух форматах (7" и 12") вышел сингл XoYo (Cherry 35): тема сексуального освобождения была раскрыта здесь под вполне танцевальный бит. Сингл не вошёл в чарты, но оба трека получили известность: заглавный оказался включён в компиляцию Pillows and Prayers, которая разошлась более чем 100-тысячным тиражом. Би-сайд, версия «Born Every Minute», была включена в материал гибкого диска, вышедшего приложением к Melody Maker.
Degenerates вышел в мае и был оценен как альбом вполне ортодоксального электронного звучания: критики отметили, что лишь в «Love Is As», «Revelation» и «Time Will Tell» группа сохранила верность прежнему стилю, наполненному мрачными, гнетущими абстракциями.
Реакция прессы была сдержанной, причём многие обвинили Уиттса (который в это время вёл программу «Oxford Road Show» на Би-би-си) в интеллектуализме. Обозреватель NME Дэйв Хилл предположил, что альбом «слишком хорошо просчитан» и потому неспособен увлечь слушателя. Зато Smash Hits назвал альбом «просто сказочным», а Melody Maker — «самой совершенной поп-пластинкой за долгие годы».
Следующий сингл «Wave», записанный в августе и выпущенный в октябре (Cherry 50, семи- и двенадцатидюймовый форматы), остаётся едва ли самым малозаметным релизом, потому что ни заглавный трек, ни би-сайд «Angleland» не были включены ни в один альбом. Следующий месяц группа провела в британских гастролях, особый успех имел концерт в манчестерском клубе Ritz, транслировавшийся в программе BBC In Concert.

### Enflame
Вскоре Махони покинул состав и был заменен вернувшимся Джоном Маккехни, который принял участие в работе над четвёртым студийным альбомом Enflame, записанным в студии Sound Suite в декабре 1982 года и смикшированным через месяц. Альбом вышел на Cherry Red (каталоговый номер: B Red 45) в марте 1983 года. Вновь оценка критики была неоднозначной. Дон Уотсон в NME выразил мнение, что «в музыкальном отношении Enflame знаменует шаг вперёд», отметив, что здесь мощнее звучат клавишные и не заметна тенденция «проваливаться в тщательно разработанную грандиозную тему», что наблюдалось в Degenerates. Но, отмечал тот же рецензент, «мы за это утяжеление звучания… наказаны выходом Уиттса на прежде неисследованные области претенциозности».
Сингл из альбома «Sharp Tongue» (Cherry 58), выпущенный в том же месяце, интереса не вызвал. Группа записала ещё две сессии для Би-би-си (на этот раз для Джанис Лонг), которые впоследствии получили высокие оценки критиков. Было отмечено, что группа стала использовать духовые инструменты и арфу; в «Tattoo» и «Song to Dance» многие усмотрели доказательство, что группа сделала серьёзный шаг вперед по сравнению с Enflame. Между тем, «Tattoo» оказалась неприемлемой для Би-би-си из-за исключительно откровенного текста.
Почти сразу же после этих релизов выявились серьёзные проблемы: ушёл менеджер Лоуренс Бидл, ухудшились отношения группы с Cherry Red.
Попытка возродить группу в новом составе в 1985 году оказалась безуспешной и The Passage прекратили своё существование навсегда.

## После распада
После распада группы Дик Уиттс работал на BBC Radio, написал книгу о Нико, читал лекции о современной музыке; в настоящий момент он преподаёт в Эдинбургском университете. Уиттс принял участие в фильме Кэрол Морли The Alcohol Years (2001).
Джо Маккехни стал участником ливерпульской группы Benny Profane, переквалифицировавшись в гитариста. В последнее время он работал под псевдонимами Mindwinder и DJ Tempest. В 1999 году Маккехни некоторое время играл на ударных в Echo and the Bunnymen.
Эндрю Уилсон стал диджеем, с 1998 года он — радиоведущий станции Cadena 100 на острове Ивиса. Махони некоторое время играл в группе Hurrah!, потом сошел со сцены и поступил на работу в полицию.
Лейбл Cherry Red выпустил две компиляции (Through the Passage, 1983; Seedy, 1997), но отмечалось, что ни та ни другая не отражает в полной мере развития группы. В 2003 году лейбл LTM Recordings перевыпустил все альбомы The Passage.

## Дискография

### Альбомы
- Pindrop (Object Music, 1980)
- For All and None (Night & Day, 1981)
- Degenerates (Cherry Red, 1982)
- Enflame (Cherry Red, 1983)

### Синглы и EP
- «New Love Songs» (Object Music, 1978)
- «About Time» (Object Music, 1979)
- «Devils and Angels» (Night & Day, 1981)
- «Troops Out» (Night & Day, 1981)
- «Taboos» (Cherry Red, 1981)
- «XOYO» (Cherry Red, 1982)
- «Wave» (Cherry Red, 1982)
- «Sharp Tongue» (Cherry Red, 1983)

### Компиляции
- Through the Passage (Cherry Red, 1983)
- Seedy (Cherry Red, перевыпуск, 1997)
- BBC Sessions (перевыпуск, 2003)